# Битва при Импхале
Битва при Импхале (англ. Battle of Imphal) — сражение в ходе Второй мировой войны около города Импхал, столицы княжества Манипур, на северо-востоке Британской Индии в период с марта по июль 1944 года между британскими и японскими войсками.
Японская 15-я армия (по численности фактически — корпус со средствами усиления) под командованием Р. Мутагути пыталась уничтожить силы союзников в Импхале и вторгнуться в Индию, но была изгнана обратно в Бирму с тяжёлыми потерями. Вместе с проходившей одновременно с ней Кохимской битвой на дороге, в результате которой окружённые войска союзников в Импхале были освобождены, сражение стало поворотным моментом в Бирманской кампании, части Юго-Восточно-Азиатского театра Второй мировой войны. Поражения при Кохиме и Импхале стали крупнейшими поражениями в истории Японии на тот момент.